# Cyrtophleba nitida
Cyrtophleba nitida là một loài ruồi trong họ Tachinidae.